# آليكون أن در تور
آليكون أن در تور (بالألمانية: Ellikon an der Thur) هي بلدية سويسرية تتبع لمقاطعة فينترتور في كانتون زيورخ. تبلغ مساحتها 4.92 كيلومتر مربع، ويقدر عدد سكانها بـ 902 نسمة (حسب تعداد ديسمبر 2017).